# 盧卡斯·佩雷斯
盧卡斯·佩雷斯·馬天尼斯（西班牙語：Lucas Pérez Martínez，1988年9月10日—），簡稱為盧卡斯·佩雷斯（Lucas Pérez）或盧卡斯（Lucas），是一名西班牙足球員，現時效力荷甲球會PSV燕豪芬。司職前鋒。

## 球會生涯

### 馬德里體育會/巴列卡诺
盧卡斯於加利西亞的拉科魯尼亞出生。於青年時期，他曾效力3支不同的青年隊，並於2007年至2009年間效力西班牙足球丙級聯賽球會马德里竞技C隊。
2009年夏天，巴列卡诺簽下盧卡斯，並協助華歷簡奴B隊升班至西班牙足球乙二級聯賽。2010-11賽季，盧卡斯主要為華歷簡奴B隊上陣，但曾為華歷簡奴一線隊出場5次，並在對陣華拉度列時射入1球，協助球隊大勝3比0。

### 利沃夫喀爾巴阡

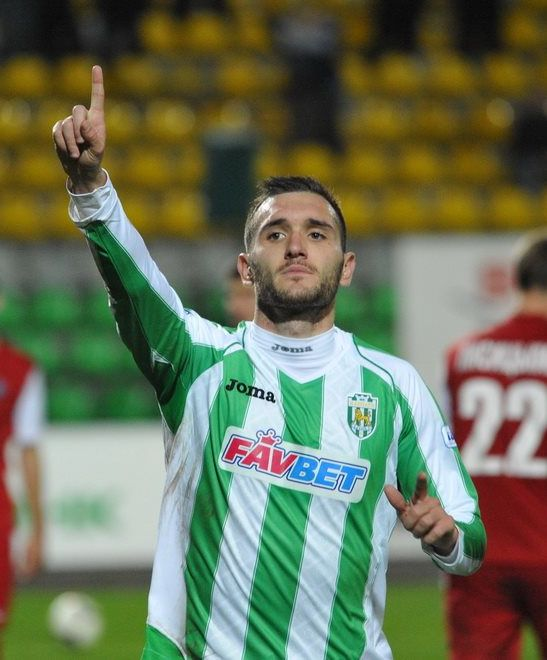
2012年，為利沃夫喀爾巴阡攻入3球後慶祝的盧卡斯

2011年1月17日，烏克蘭足球超級聯賽球會利沃夫喀爾巴阡簽下自由身的盧卡斯，簽約3年。他在對陣敖德薩黑海人時射入加盟的首球，但球隊只能以1比1完成比賽。
2013年1月，盧卡斯外借加盟另一支烏超球會基輔迪納摩，但這次的外借被他形容為「一次惡夢」。

### P.A.O.K.
2013年7月5日，盧卡斯以70萬歐元的價錢轉會至希臘超級足球聯賽球會P.A.O.K.。8月17日，他在射入轉會後首球，對手為薩丁，最終球隊在主場以3比0勝出。11月24日，他在「北希臘打吡」的比賽，對陣阿瑞斯時，射入追平的一球，其後球隊反勝3比1。在2013-14賽季的希臘足球盃比賽，盧卡斯帶領球隊打進決賽，可惜在決賽輸給帕纳辛奈科斯，無緣冠軍。
2014年7月18日，盧卡斯外借加盟該季升班馬拉科鲁尼亚，為期1年，合約亦設有買斷條款，可在球季完結後買下他。10月19日，盧卡斯首次為拉科鲁尼亚上陣，在聯賽對陣巴伦西亚。在他的西甲首戰，他射入轉會後首球，協助球隊大勝3比0。可惜在下一場聯賽，他在上陣15分鐘後，便因膝蓋受傷退下火線，球隊亦只能在客場以0比0跟西班牙人打成平手。
盧卡斯在次年1月復出，於主場以0比4敗給巴塞隆納的比賽中上陣12分鐘；5月23日，在作客巴塞隆納的比賽中，他射入追和的一球，最終球隊以2比2賽和對手，令球隊避免降班。
2015年7月23日，盧卡斯回歸至P.A.O.K.，他參與了2015–16年歐霸盃外圍賽第2圈的比賽，對陣克羅地亞足球甲級聯賽的薩格勒布火車頭，並射入一球，最終P.A.O.K.大勝6比0。1星期後，在2015–16年歐霸盃外圍賽第3圈對陣的比賽中，盧卡斯在首回合的比賽射入全場唯一的入球。

### 拉科鲁尼亚
2015年8月12日，盧卡斯轉投至西班牙甲組足球聯賽的拉科鲁尼亚，雙方簽約4年。12月12日，他在對陣巴塞隆納的比賽射入1球，協助球隊和對手賽和2比2。

### 阿森纳
2016年8月27日，阿森纳領隊温格在記者會表示盧卡斯·佩雷斯完成體檢，並將會加盟阿森纳。3日後，阿森纳官方宣佈簽入佩雷斯，轉會費為約1,710萬鎊。9月10日，盧卡斯·佩雷斯首次替阿仙奴在聯賽上陣，對陣。他上陣62分鐘後被另一名前鋒入替。
9月20日，盧卡斯·佩雷斯於英格蘭聯賽盃對陣诺丁汉森林時，於第60分鐘射入1球12碼，攻入效力阿仙奴後的第1球。其後他於11分鐘後攻入第2球，協助球隊大勝4比0，晉級賽事的第4圈。12月6日，於歐洲聯賽冠軍盃對陣巴素利時，盧卡斯·佩雷斯於39分鐘內完成「帽子戲法」，令阿仙奴作客以4比1擊敗對手，獲得分組賽首名，並晉級十六強。
2017年1月4日，盧卡斯·佩雷斯於英格蘭足總盃對陣時，攻入首個聯賽入球，協助球隊迫和對手3比3。28日，他在聯賽盃對陣時，為送上助攻，協助球隊作客以5比0大勝。
2017年8月31日，盧卡斯·佩雷斯被外借回拉科鲁尼亚，為期1年。

### 韋斯咸
2018年8月9日，盧卡斯·佩雷斯轉會至韋斯咸，簽約3年，據報轉會費為400萬鎊。

## 國家隊生涯
2016年5月20日，盧卡斯·佩雷斯於友誼賽對陣委內瑞拉國家足球隊的比賽中，首次代表加利西亞足球代表隊上陣，最終雙方賽和2比2。

## 統計數字

### 球會
(截至2016年8月27日)
| 球會           | 賽季        | 聯賽 | 聯賽 | 杯賽 | 杯賽 | 歐洲賽事 | 歐洲賽事 | 總計 | 總計 |
| 球會           | 賽季        | 出場 | 入球 | 出場 | 入球 | 出場     | 入球     | 出場 | 入球 |
| -------------- | ----------- | ---- | ---- | ---- | ---- | -------- | -------- | ---- | ---- |
| 華歷簡奴       | 2009–10賽季 | 2    | 0    | 0    | 0    | —        | —        | 2    | 0    |
| 華歷簡奴       | 2010–11賽季 | 5    | 1    | 0    | 0    | —        | —        | 5    | 1    |
| 總計           | 總計        | 7    | 1    | 0    | 0    | —        | —        | 7    | 1    |
| 華歷簡奴B隊    | 2010–11賽季 | 14   | 5    | —    | —    | —        | —        | 14   | 5    |
| 利沃夫喀爾巴阡 | 2010–11賽季 | 8    | 0    | 0    | 0    | —        | —        | 8    | 0    |
| 利沃夫喀爾巴阡 | 2011–12賽季 | 26   | 6    | 4    | 0    | 4        | 1        | 34   | 7    |
| 利沃夫喀爾巴阡 | 2012–13賽季 | 17   | 8    | 1    | 0    | —        | —        | 18   | 8    |
| 總計           | 總計        | 51   | 14   | 5    | 0    | 4        | 1        | 60   | 15   |
| 基輔迪納摩     | 2012–13賽季 | 0    | 0    | 0    | 0    | 0        | 0        | 0    | 0    |
| P.A.O.K.       | 2013–14賽季 | 32   | 9    | 6    | 0    | 12       | 1        | 50   | 10   |
| P.A.O.K.       | 2015–16賽季 | 0    | 0    | 0    | 0    | 2        | 2        | 2    | 2    |
| 總計           | 總計        | 32   | 9    | 6    | 0    | 14       | 3        | 52   | 12   |
| 拉科鲁尼亚     | 2014–15賽季 | 21   | 6    | 0    | 0    | —        | —        | 21   | 6    |
| 拉科鲁尼亚     | 2015–16賽季 | 36   | 17   | 1    | 0    | —        | —        | 37   | 17   |
| 拉科鲁尼亚     | 2016–17賽季 | 1    | 1    | 0    | 0    | —        | —        | 1    | 1    |
| 總計           | 總計        | 58   | 24   | 1    | 0    | —        | —        | 59   | 24   |
| 阿森纳         | 2016-17賽季 | 3    | 0    | 2    | 2    | 2        | 3        | 7    | 5    |
| 總計           | 總計        | 3    | 0    | 2    | 2    | 2        | 3        | 7    | 5    |
| 生涯總計       | 生涯總計    | 165  | 53   | 14   | 2    | 20       | 7        | 199  | 62   |

## 榮譽
P.A.O.K.
- 希臘足球盃亞軍：2013-14賽季

 阿仙奴
- 英格蘭足總盃冠軍：2017年

 拉科魯尼亞
- 西班牙皇家足協甲組聯賽冠軍：2023-24

 PSV恩荷芬
- 荷甲冠軍：2024-25[29]賽季

## 外部連結
- Soccerway資料庫：盧卡斯·佩雷斯
- Stats at Resultados Fútbol （西班牙文）